# Pedro Ribeiro Moreira
Pedro Ribeiro Moreira (1848 — 1915) foi um político brasileiro.
Foi presidente da província de Alagoas, de 15 a 17 de novembro de 1889.